# Elasmocercus bolivari
Elasmocercus bolivari är en insektsart som först beskrevs av Lucien Chopard 1943.  Elasmocercus bolivari ingår i släktet Elasmocercus och familjen vårtbitare. Inga underarter finns listade i Catalogue of Life.